# Kepler-220
Kepler-220 è una stella nana arancione di classe K distante circa 558 anni luce dal sistema solare. Possiede un sistema planetario di quattro pianeti, scoperti dal telescopio spaziale Kepler nel 2014 tramite il metodo del transito.

## Sistema planetario
I 4 pianeti ruotano a distanze che variano da 0,046 UA per il pianeta b a 0,226 UA del pianeta e, con periodi che vanno da 4 a 46 giorni. Non sono note le masse dei pianeti ma dai loro raggi sembrano pianeti rocciosi di taglia terrestre.

### Prospetto del sistema
| Pianeta | Raggio  | Periodo orb.  | Sem. maggiore | Scoperta |
| ------- | ------- | ------------- | ------------- | -------- |
| b       | 0,8 r⊕  | 4,16 giorni   | 0,046 UA      | 2014     |
| c       | 1,57 r⊕ | 9,034 giorni  | 0,076 UA      | 2014     |
| d       | 0,97 r⊕ | 28,122 giorni | 0,163 UA      | 2014     |
| e       | 1,33 r⊕ | 45,9 giorni   | 0,226 UA      | 2014     |